# Pikku Huopalahti

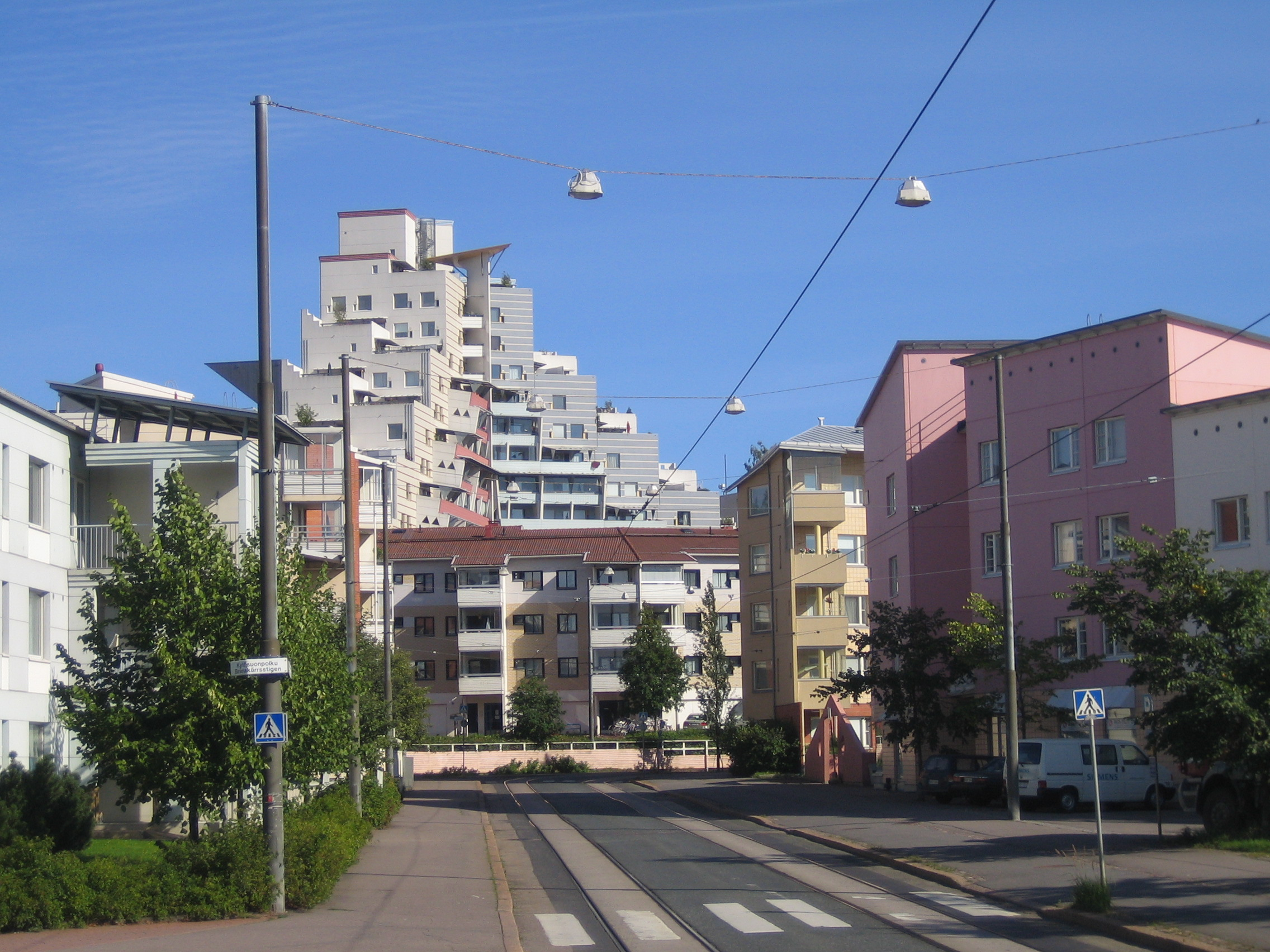
Vista de Huopalahti

Pikku Huopalahti (Lillhoplax en sueco) es un barrio de Helsinki, Finlandia.
Se encuentra entre Mannerheimintie (la entrada principal a la carretera de Helsinki) en el este y Huopalahdentie al suroeste. Se puede decir que el barrio está delimitado por las calles de Vihdintie y Läpinmäentie al norte, al este por Mannerheimintie, por Huopalahdentie al oeste, por Kuusitie y Mäntytie en el sureste, y Paciuksenkatu inmediatamente al sur. El barrio, que significa literalmente pequeña bahía, lleva el nombre de una pequeña bahía que se encuentra en el corazón del barrio, rodeado de un gran parque. Esta bahía se extiende hasta el Golfo de Finlandia. La mayoría de las viviendas en Pikku Huopalahti son edificios residenciales de apartamentos, construido principalmente en los años de 1980 hasta 1995. La población de Pikku Huopalahti es de más de 9.000 personas.
Como barrio de Helsinki, Pikku Huopalahti se considera a sí mismo como sui generis. El sistema subdivisivo de la Villa de Helsinki divide Pikku Huopalahti entre 3 distritos de la ciudad. Es decir, Pikku Huopalahti es compartido por 3 distritos de Helsinki. La parte sur pertenece al distrito de Meilahti y su número es 1505. La parte oriental pertenece a la Ruskeasuo y el número es 1602 y el resto de Pikku Huopalahti pertenece al distrito de Haaga y el número es 2916.

## Algunos datos
- La sede central de McDonald's Finlandia se encuentra en Pikku Huopalahti, en Paciuksenkatu, en un edificio cilíndrico.
- La última parada de tranvía 10 de Helsinki se encuentra en Pikku Huopalahti.
- La Universidad de Helsinki tiene su Departamento de Odontología, Instituto de Salud Oral, Departamento de Salud Pública y Departamento de Medicina Forense en el campus de la sección de Pikku Huopalahti del barrio de Ruskeasuo.
- El barrio es conocido por su efecto Legolandia debido al hecho de que los edificios, en su mayoría contstruidos en los últimos 20 años, muestran todos los patrones geométricos básicos tales como círculos, cuadrados y triángulos. Además, el uso de colores pastel, en su mayoría el blanco, azul claro y turquesa, transforma Pikku Huopalahti en un barrio muy distinto en comparación con otros barrios al norte y al oeste que tienen más viviendas tradicionales de los años 1940 y 1950.

Los distritos que forman parte y / o circundantes de Pikku-Huopalahti son Meilahti, Munkkiniemi, Munkkivuori, Niemenmäki, Etelä-Haaga y Ruskeasuo.
- Datos: Q3135412
- Multimedia: Pikku-Huopalahti / Q3135412